# 妙法ヶ岳 (埼玉県)
妙法ヶ岳（みょうほうがたけ）は、埼玉県秩父市にある標高1,329 mの山で、奥秩父の山域の一つ。

## 地理
山頂（標高1,329m）には石造りの三峯神社の奥宮がある。
なお、三峰山は本来は妙法ヶ岳、白岩山（1,921 m）、雲取山（2,017 m）の三山の総称であるが、一般的には三峯神社が所在する山（標高1101.5m）を指すようになっている。

## 関連画像

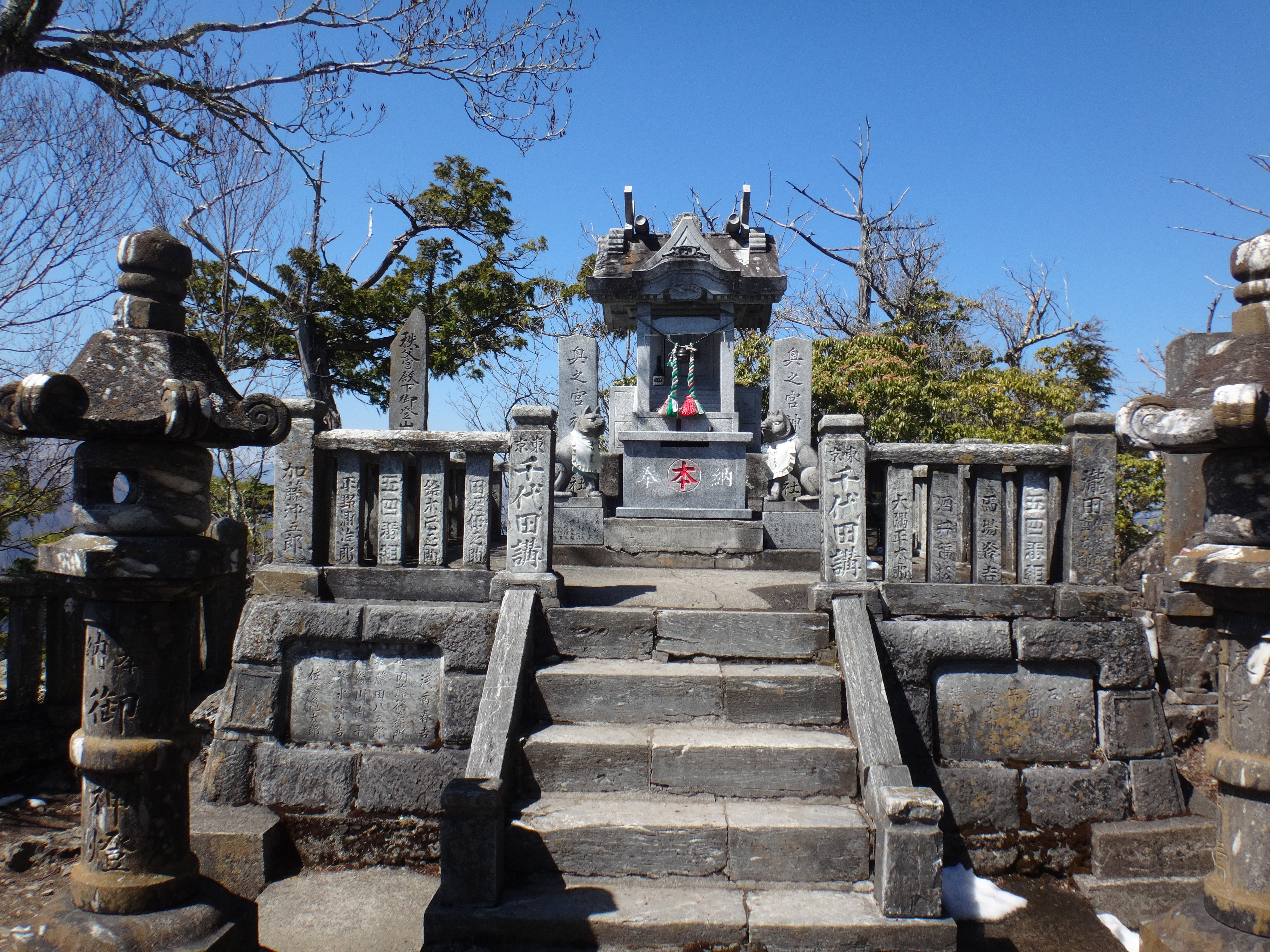
妙法ヶ岳山頂（三峯神社奥宮）
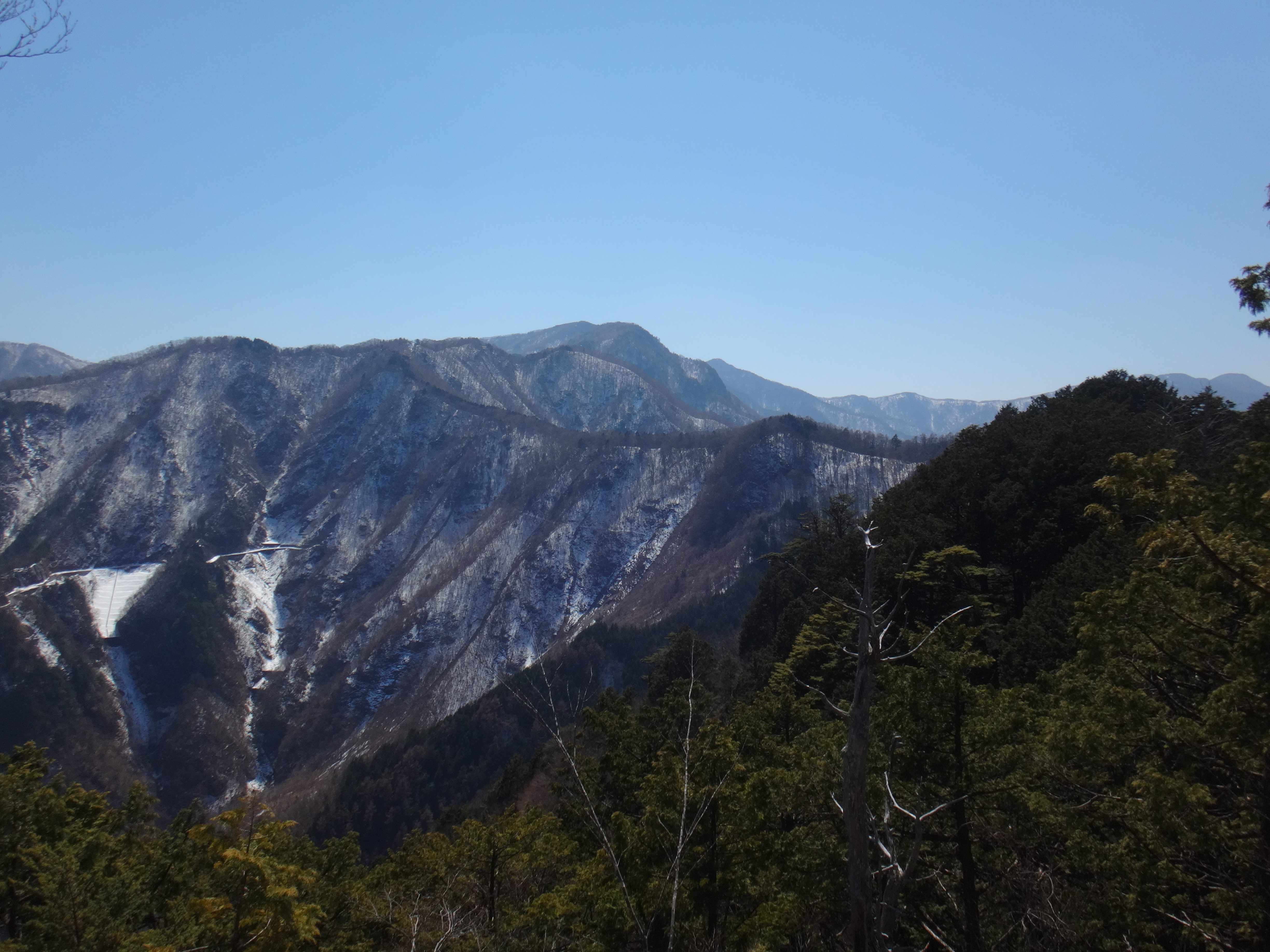
妙法ヶ岳からの霧藻ヶ峰・白岩山・雲取山
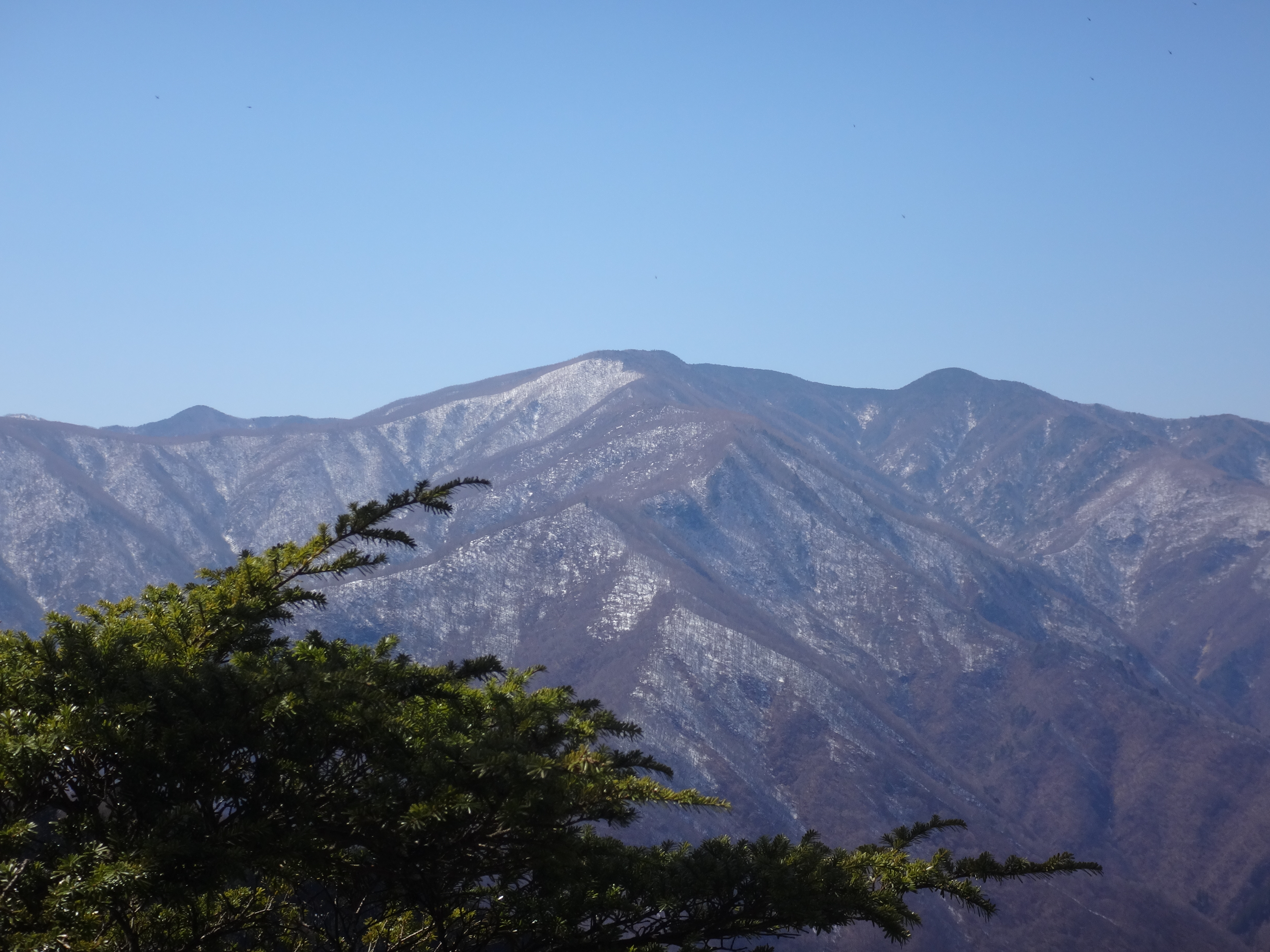
妙法ヶ岳からの和名倉山（白石山）
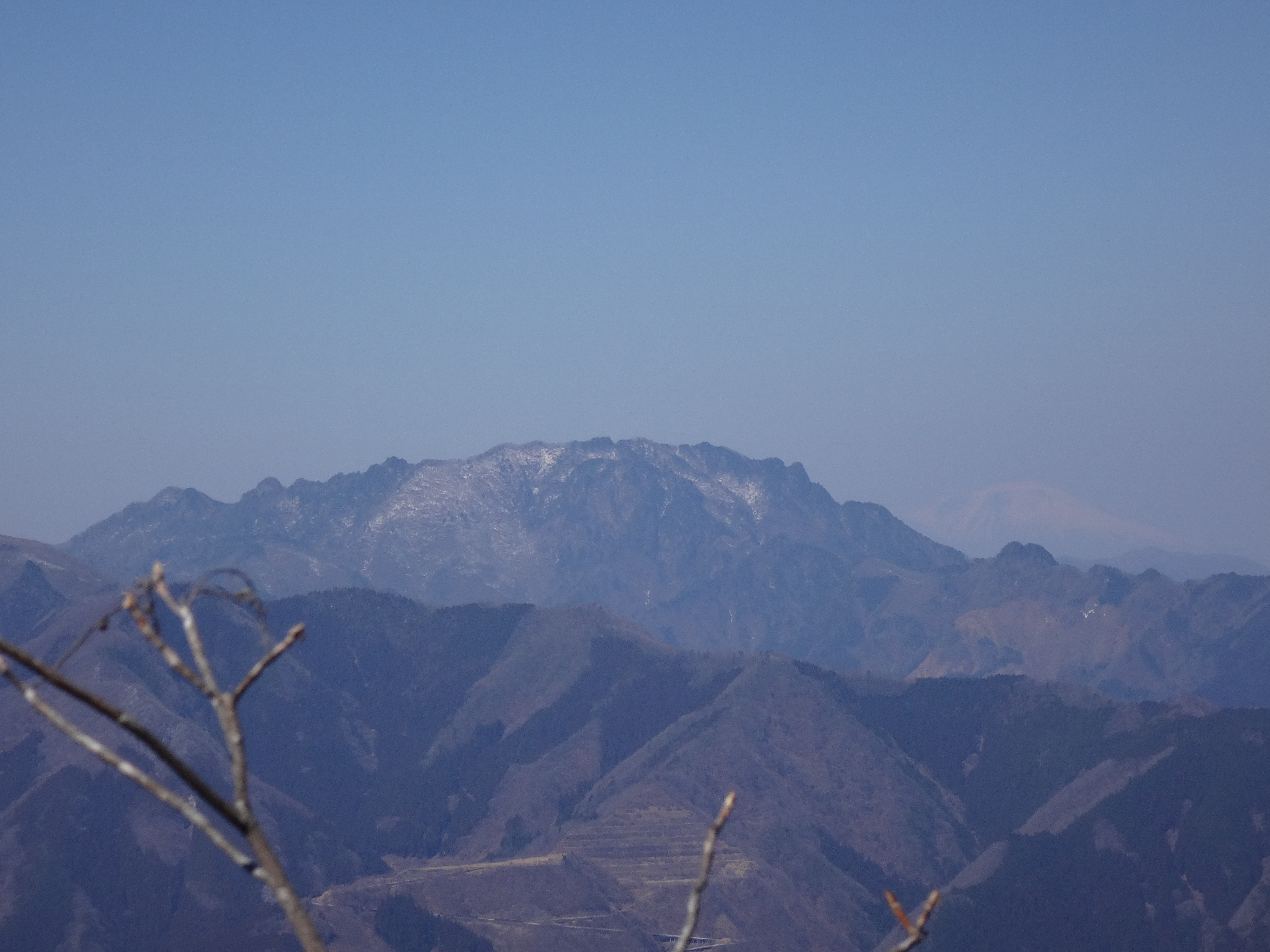
妙法ヶ岳からの両神山（右奥に浅間山）

## 隣接する山
- 霧藻ヶ峰
- 白岩山
- 雲取山